# Aqtoghay Aūdany (distrikt i Kazakstan, Pavlodar)
Aqtoghay Aūdany är ett distrikt i Kazakstan.   Det ligger i oblystet Pavlodar, i den nordöstra delen av landet, 300 km nordost om huvudstaden Astana.